# Kim Kirchen
Kim Kirchen (Luxemburg, 3 juli 1978) is een Luxemburgs voormalig wielrenner. Net als de veelgelauwerde alpineskiër Marc Girardelli is hij zesvoudig Luxemburgs Sportman van het Jaar.

## Biografie
Kirchen werd professional in 2000 bij De Nardi, een klein wielerteam. Zijn carrière nam echter pas een loop nadat hij in 2001 bij Fassa Bortolo ging rijden. In zijn eerste jaar won hij een etappe in de ronde van zijn eigen land, waarin hij ook het puntenklassement won. Zijn eerste grote zege was een jaar later de eindzege in de Ronde van Nederland. Ook won hij dat jaar de Ronde van Bern. In 2003 mocht hij één zege op zijn palmares bijschrijven, maar niet de minste: Parijs-Brussel. Ook werd hij vierde in de Ronde van Zwitserland, waarmee hij aantoonde een allrounder te zijn. In 2004 won hij een etappe in de Ronde van Luxemburg en werd hij als Luxemburger nationaal kampioen op de weg.
Ook tijdens het seizoen 2005 was Kirchen goed in vorm. Zo won hij de Grote Prijs Chiasso, de Trofeo Laigueglia en een etappe in de Internationale Wielerweek Coppi-Bartali. Ook werd hij tweede in de Waalse Pijl. Wegens zijn verdiensten werd hij dit jaar tevens voor de tweede maal verkozen tot Luxemburgs sportman van het jaar.
In 2006 vertrok de Luxemburger naar het Duitse T-Mobile. Ondanks blessures in het voorjaar, werd hij voor een tweede maal nationaal kampioen. In 2007 ging het voor Kirchen dan weer van een leien dakje: in het voorjaar was hij al vroeg op dreef met een derde stek in Milaan-Turijn waar hij Stuart O'Grady klopte in een spurt om de laatste podiumplaats. Ook in het eindklassement van Tirreno-Adriatico behaalde hij het podium, hij moest enkel ex-ploegmaat Andreas Klöden voor zich dulden. In de Belgische voorjaarsklassiekers reed hij als derde over de meet in de Brabantse Pijl na Óscar Freire en Nick Nuyens. Ook in het rondewerk was 'Kirchi' bijzonder sterk: een tweede plaats in de einduitslag van de Ronde van Zwitserland en nog knapper: een toptiennotering in de Ronde van Frankrijk. Zijn mooie seizoen werd dan ook beloond met een achtste plaats in het eindklassement van de UCI ProTour.
In 2008 reed Kirchen voor Team High Road en later Team Columbia, de opvolger van T-Mobile Team. Kirchen reed een sterk voorjaar met etappezeges in de Ronde van het Baskenland en de overwinning in de Waalse Pijl. In juni behaalde hij vervolgens ritwinst in de Ronde van Zwitserland en werd hij nationaal kampioen tijdrijden. In de zesde etappe van de Ronde van Frankrijk veroverde hij het geel, nadat hij eerder al in het bezit van het groen was gekomen. Uiteindelijk finishte hij in Parijs als achtste nadat hij in de slottijdrit nog drie plaatsen wist op te klimmen.
Op 18 juni 2010, tijdens de Ronde van Zwitserland, kreeg Kirchen een hartstilstand, waarna hij met spoed en in bewusteloze toestand naar het ziekenhuis werd gebracht. Gedurende vier dagen werd hij in een kunstmatige coma gehouden, waaruit hij op 22 juni ontwaakte. Kirchen had datzelfde seizoen al vaker te kampen gehad met hartproblemen. Kirchen stopte nadien met professioneel wielrennen.

## Belangrijkste overwinningen
1999
- Luxemburgs kampioen veldrijden, Beloften
- Luxemburgs kampioen op de weg, Elite

2000
- 3e etappe Ronde van Slowakije
- Jongerenklassement Ronde van Slowakije

2001
- 3e etappe deel A Ronde van Luxemburg
- Puntenklassement Ronde van Luxemburg

2002
- Berner Rundfahrt
- Eindklassement Ronde van Nederland

2003
- Parijs-Brussel

2004
- 5e etappe Ronde van Luxemburg
- Luxemburgs kampioen op de weg, Elite

2005
- Trofeo Laigueglia
- GP Chiasso
- 7e etappe deel A Ronde van Polen
- Eind- en puntenklassement Ronde van Polen

2006
- Proloog Ronde van Luxemburg
- Luxemburgs kampioen op de weg, Elite

2007
- 15e etappe Ronde van Frankrijk (na diskwalificatie Vinokoerov)

2008
- 2e en 4e etappe Ronde van Baskenland
- Waalse Pijl
- 6e etappe Ronde van Zwitserland
- Luxemburgs kampioen tijdrijden, Elite
- 4e etappe Ronde van Frankrijk (na diskwalificatie Schumacher)

2009
- 7e etappe Ronde van Zwitserland
- Luxemburgs kampioen tijdrijden, Elite

## Belangrijkste ereplaatsen
2001
- 4e in eindklassement Ronde van Polen

2002
- 3e in eindklassement Wielerweek van Lombardije
- 9e in Kuurne-Brussel-Kuurne

2003
- 2e in de 3e en 4e etappe Ronde van Zwitserland
- 4e in eindklassement Ronde van Zwitserland
- 4e in eindklassement Ronde van het Waalse Gewest
- 8e in Brabantse Pijl

2004
- 6e in de Olympische wegrit
- 2e in 8e etappe Ronde van Frankrijk
- 2e in 7e etappe Parijs-Nice

2005
- 2e in Waalse Pijl
- 2e in Luxemburgs kampioenschap op de weg
- 2e in Coppa Placci
- 8e in eindklassement Ronde van de Middellandse Zee

2006
- 2e in GP Lugano

2007
- 3e in Milaan-Turijn
- 2e in eindklassement Tirreno-Adriatico
- 3e in Brabantse Pijl
- 2e in eindklassement Ronde van Zwitserland
- 7e in eindklassement Ronde van Frankrijk
- 3e in eindklassement Ronde van Polen

2008
- 7e in eindklassement Ronde van Zwitserland
- 8e in eindklassement Ronde van Frankrijk

## Resultaten in voornaamste wedstrijden
| Jaar | Ronde van Italië | Ronde van Frankrijk | Ronde van Spanje |
| ---- | ---------------- | ------------------- | ---------------- |
| 2002 |                  |                     |                  |
| 2003 | 29e              |                     |                  |
| 2004 |                  | 63e                 |                  |
| 2005 |                  | opgave              |                  |
| 2006 |                  |                     |                  |
| 2007 |                  | 6e (1)              |                  |
| 2008 |                  | 7e (1)              |                  |
| 2009 |                  | 57e                 | opgave           |

| Jaar | Milaan-San Remo | Gent-Wevelgem | Ronde van Vlaanderen | Amstel Gold Race | Luik-Bast.‑Luik | Ronde van Lombardije | Waalse Pijl | Parijs-Brussel | Brabantse Pijl |  | WK op de weg |  | Wereldranglijsten |
| ---- | --------------- | ------------- | -------------------- | ---------------- | --------------- | -------------------- | ----------- | -------------- | -------------- |  | ------------ |  | ----------------- |
| 2002 |                 |               |                      | 42e              |                 | 57e                  |             |                |                |  | 160e         |  |                   |
| 2003 | 17e             |               |                      | 88e              | 40e             | 34e                  |             | Goud           | 8e             |  | 29e          |  |                   |
| 2004 |                 | 48e           | 87e                  | 100e             | 42e             |                      | 34e         |                |                |  |              |  |                   |
| 2005 | 41e             |               |                      | 11e              | 19e             |                      | ↑           |                |                |  | 122e         |  | 25e (UPT)         |
| 2006 |                 |               |                      | 60e              |                 |                      | 86e         |                |                |  |              |  |                   |
| 2007 | 13e             |               | 57e                  | 14e              | 10e             |                      | 56e         |                | ↑              |  | opgave       |  | 8e (UPT)          |
| 2008 | 106e            |               |                      | 20e              | 12e             |                      | ↑           |                |                |  |              |  | 26e (UPT)         |
| 2009 |                 |               |                      |                  |                 | 34e                  |             |                |                |  | 45e          |  | 135e (UWK)        |

## Ploegen
- 1999 –  De Nardi-Pasta Montegrappa Cycling
- 2000 –  De Nardi-Pasta Montegrappa Cycling
- 2001 –  Fassa Bortolo
- 2002 –  Fassa Bortolo
- 2003 –  Fassa Bortolo
- 2004 –  Fassa Bortolo
- 2005 –  Fassa Bortolo
- 2006 –  Team T-Mobile
- 2007 –  Team T-Mobile
- 2008 –  Team High Road
- 2008 –  Team Columbia
- 2009 –  HTC-Highroad
- 2010 –  Team Katjoesja